# Geoffrey FitzGeoffrey de Mandeville, 2. Earl of Essex

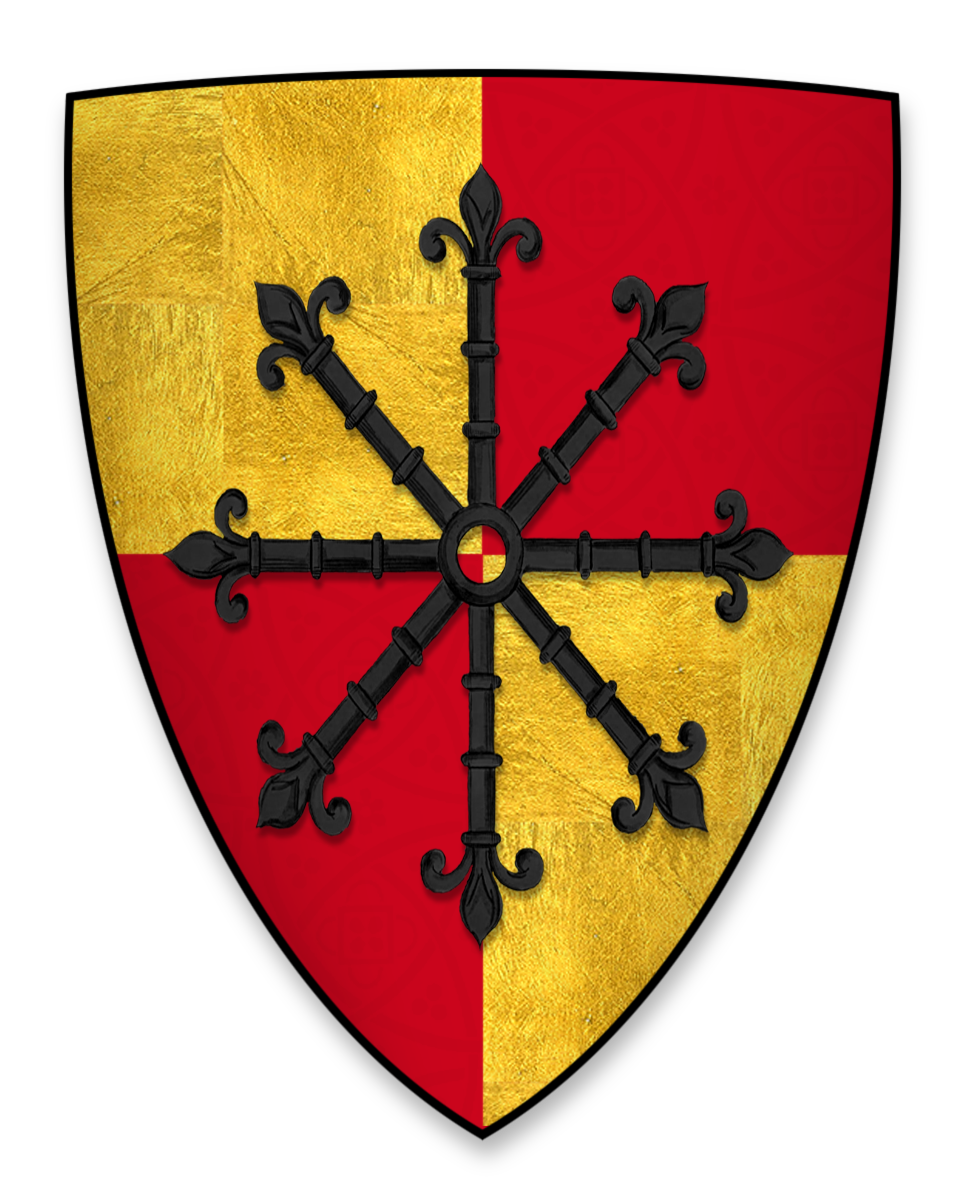
Wappen von Geoffrey de Mandeville als Earl of Essex und Earl of Gloucester

Geoffrey FitzGeoffrey de Mandeville, de jure 2. Earl of Essex und de iure uxoris Earl of Gloucester (* um 1191; † 23. Februar 1216 in London, nach anderen Angaben in Paris) war ein englischer Adliger und Rebell. Er gehörte der Adelsopposition an, die 1215 König Johann Ohneland zur Anerkennung der Magna Carta zwang.
Geoffrey FitzGeoffrey de Mandeville ist nicht zu verwechseln mit seinem Vorgänger Geoffrey de Mandeville, 2. Earl of Essex, der bereits 1166 starb.

## Herkunft und Erbe
Geoffrey war der älteste Sohn von Geoffrey fitz Peter, 1. Earl of Essex, dem langjährigen Justiciar von König Johann, und von dessen ersten Frau Beatrix de Say. Seine Mutter, eine Tochter von William de Say, wurde 1189 Erbin der Familie Mandeville, weshalb ihre Kinder schließlich den Namen Mandeville annahmen. Nach einem anonymen Chronisten hatte der junge Geoffrey um 1211 einen Gefolgsmann von William Brewer im Streit getötet. Dieser Konflikt mit einem engen Vertrauten des Königs soll dessen Verhältnis zu seinem Justiciar belastet haben. Nach dem Tod seines Vaters im Oktober 1213 erbte Geoffrey das umfangreiche Mandeville-Erbe, weitere Besitzungen seines Vaters sowie den Anspruch auf den Titel Earl of Essex. Am 3. November 1213 bestätigte der König dieses Erbe, verweigerte ihm aber die Anerkennung als Earl of Essex. Auch das Amt des Constable of the Tower, das die Familie Mandeville als Erbamt beansprucht hatte, wurde ihm nicht übergeben.

## Ehen mit Matilda FitzRobert und Isabel von Gloucester
Warum der König Geoffrey so offen benachteiligte, ist nicht genau geklärt. Geoffrey hatte in erster Ehe Matilda, eine Tochter des ostenglischen Barons Robert FitzWalter geheiratet. Ihr Vater war ein Gegner der Politik des Königs und musste 1212 ins Exil nach Frankreich flüchten. Geoffreys Frau starb aber bereits 1212. Sie wurde in Dunmow Priory in Essex bestattet. Am 20. Januar 1214 heiratete Geoffrey in zweiter Ehe Isabel von Gloucester, die Tochter von William FitzRobert, 2. Earl of Gloucester und geschiedene erste Frau von König Johann. Geoffrey durfte die Ex-Frau des Königs nur zu außergewöhnlichen Bedingungen heiraten. Er musste dem König eine hohe Gebühr von 20.000 Mark (etwa £ 13.666) in vier Raten zu je 5000 Mark zahlen. Dabei war die letzte Rate bereits Ende September 1214 fällig. Sollte Geoffrey mit der Zahlung in Verzug kommen, hatte der König das Recht, Isabels Ländereien für sich zu behalten. Die hohe Gebühr war auch für einen reichen Earl unmöglich zu zahlen und hätte zu Geoffreys Ruin geführt. Zwar zahlte er fristgerecht die erste Rate, doch nachdem König Johann im Februar 1214 zu seinem Feldzug ins Poitou aufgebrochen war, unterließ er weitere Zahlungen. Der König befahl seinen Beamten daraufhin, die Ländereien Isabels zu besetzen, worauf Geoffrey im August weitere Zahlungen leistete. Daraufhin übergab ihm der König die Honour of Gloucester, den Hauptteil von Isabels Erbe. Allerdings entzog er ihm die Kontrolle und die beträchtlichen Einkünfte aus der Stadt Bristol. Dennoch umfasste Geoffreys Besitz 1214 über 261 Knight’s fee.
Aus Isabels Erbe bezog Geoffrey, solange sie leben sollte, jährliche Einkünfte in Höhe von 800 Mark, dazu konnte er aus ihrem Recht den Titel Earl of Gloucester beanspruchen. Isabella war jedoch etwa 30 Jahre älter als Geoffrey. Bei ihrer Hochzeit mit ihm war sie schon über 50 Jahre alt, so dass sie keine Kinder mehr bekommen konnte. Nach ihrem Tod würden ihre Ländereien an ihren Schwager Richard de Clare, 3. Earl of Hertford bzw. an dessen Nachkommen fallen. Der wahrscheinlichste Grund, warum Geoffrey die Ehe unter diesen Bedingungen eingegangen ist, war die Drohung des Königs, ihm das Erbe seiner Mutter Beatrix de Say zu nehmen. Dieses Erbe wurde zu dieser Zeit auch von seinem Cousin Geoffrey de Say beansprucht, der dem König dafür 15.000 Mark geboten hatte. In diesem Fall hätte Geoffrey fast seine gesamten Besitzungen verloren.

## Teilnahme an der Rebellion gegen den König

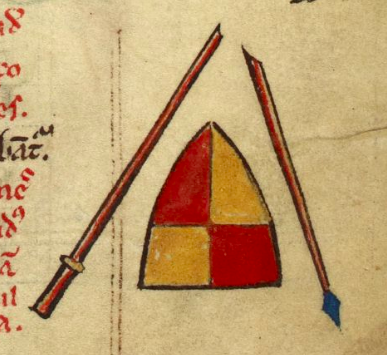
Das Wappen von Geoffrey de Mandeville nach einer mittelalterlichen Buchmalerei. Die zerbrochene Lanze und der umgedrehte Schild weisen auf seinen Tod während eines Turniers und auf seine Exkommunikation hin.

Unter diesen Umständen ist es nicht verwunderlich, dass Geoffrey sich 1215 der Adelsopposition gegen den König anschloss, deren Führer sein ehemaliger Schwiegervater Robert FitzWalter war. Im Juni wurde Geoffrey zu einem der 25 Barone gewählt, die die Einhaltung der Bestimmungen der Magna Carta durch den König überwachen sollten. Als es im Herbst 1215 wieder zum offenen Krieg der Barone gegen den König kam, blieb Geoffrey auf der Seite der Rebellen. Für die Rebellen sollte er das ostenglische Essex halten, er blieb jedoch bei der Hauptstreitmacht der Rebellen in London. Als Rebell gegen den König, der sein Reich dem Papst als Lehen angetragen hatte, wurde er am 16. Dezember 1215 von Papst Innozenz III. exkommuniziert, seine Ländereien wurden von Johanns Söldnerführer Savary de Mauléon besetzt. Die Rebellen hatten dem französischen Prinzen Ludwig die englische Krone angeboten, und im Januar 1216 traf eine kleine Truppe französischer Ritter als Vorhut der französischen Armee in London ein. Bei einem Turnier gegen einen dieser französischen Ritter wurde Geoffrey tödlich verletzt. Er wurde in der Holy Trinity Priory in Aldgate beigesetzt. Nach anderen Angaben wurde er bei einem Turnier in Paris tödlich verletzt, wohin er im Auftrag der Rebellen gereist war.

## Erbe
Da beide Ehen Geoffreys kinderlos geblieben waren, wurde sein Bruder William FitzGeoffrey de Mandeville sein Erbe. Seine Witwe Isabel heiratete im September 1217 in dritter Ehe Hubert de Burgh, sie starb allerdings nur wenige Wochen später, so dass die Honour of Gloucester nun an Richard de Clare fiel.